# Styphelia
Styphelia es un género con 323 especies de arbustos pertenecientes a la familia Ericaceae. Son nativos en gran mayoría de Australia. Comprende 321 especies descritas y de estas, solo 3 aceptadas y una gran cantidad pendientes de clasificar.

## Descripción
Son arbustos que alcanzan 40-200 cm de altura con tallos erectos. Las hojas son pecioladas, elípticas u oblongo-elípticas de 15-35 mm de longitud y 3-9 mm de ancho con márgenes enteros. Las flores de color rojo, crema o amarillo verdoso pálido.

## Taxonomía
El género fue descrito por James Edward Smith y publicado en A Specimen of the Botany of New Holland 45. 1795. La especie tipo ho ha sido designada

## Especies aceptadas
A continuación se brinda un listado de las especies del género Styphelia aceptadas hasta marzo de 2014, ordenadas alfabéticamente. Para cada una se indica el nombre binomial seguido del autor, abreviado según las convenciones y usos.
- Styphelia albicans (Brongn. & Gris) Sleumer
- Styphelia macrocarpa (Schltr.) Sleumer
- Styphelia violaceospicata (Guillaumin) McPherson

Algunas de las especies anteriormente incluidas en este género han sido asignadas a otros géneros, incluidos Acrothamnus, Agiortia, Astroloma, Brachyloma, Croninia, Cyathopsis, Leptecophylla, Leucopogon, Lissanthe y Planocarpa.